# Talin
Talin (örményül: Թալին) város Örményországban Aragacotn tartomány nyugati részén.
A városban található a 7. századi Talini Székesegyház. Lakosainak száma 5371.

## Galéria

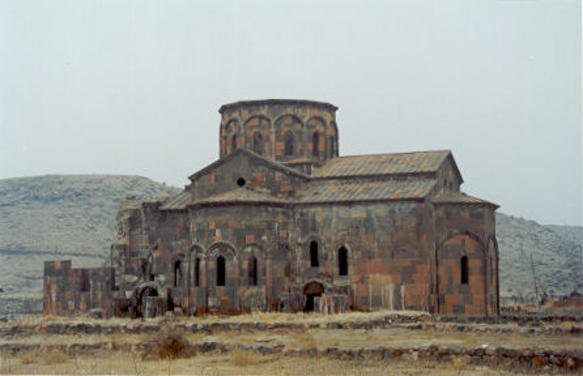
A székesegyház
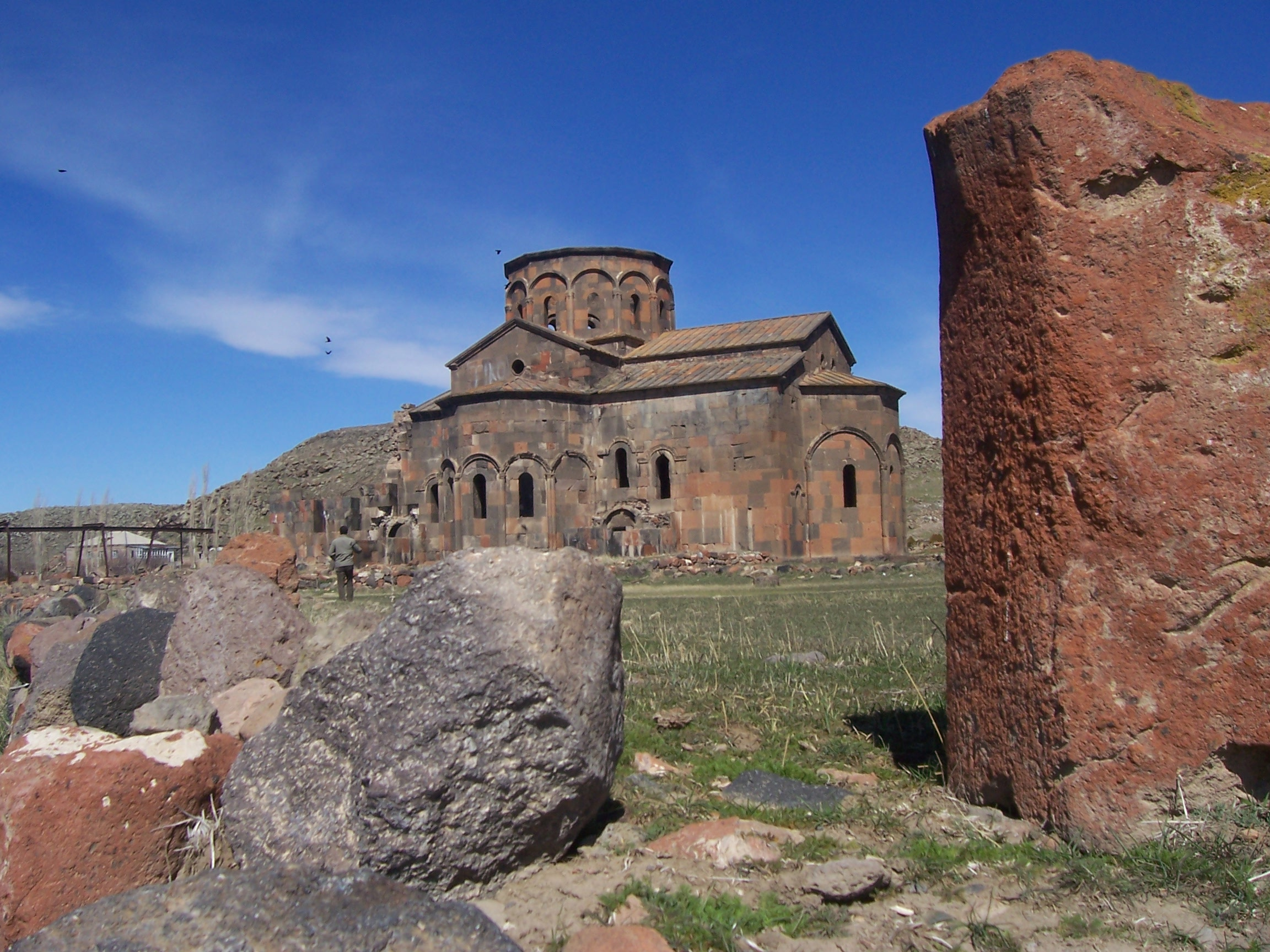
Talin székesegyháza
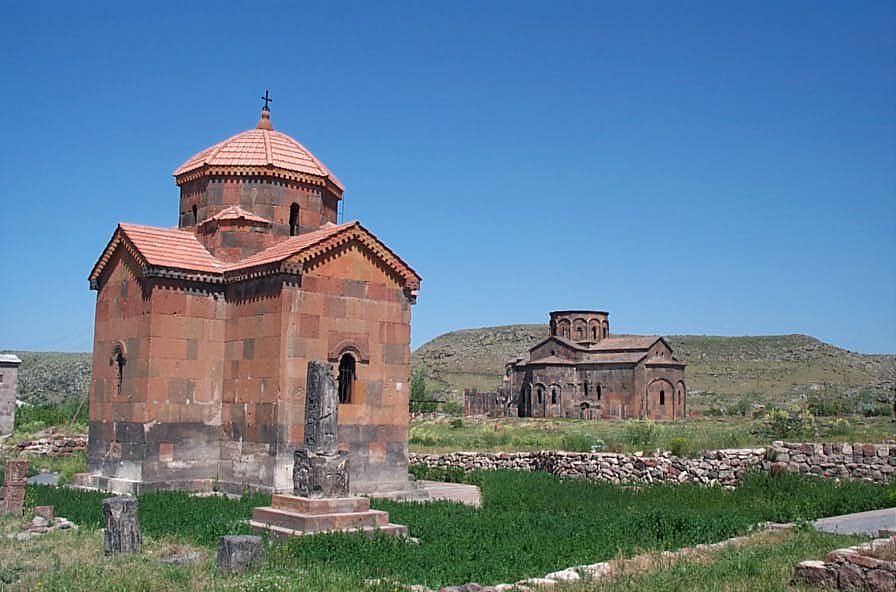
Történelmi kápolna